# Ett sista glas
Ett sista glas är en visa med svensk text av Lars Forssell. 
Jacques Brel släppte originalversionen av “La chanson des vieux amants” på albumet Jacques Brel 67 under 1967. 
Låten liknar den skotska folkvisan ”A Parting glass”, en äldre irländska folkvisa, som den felaktigt påståtts vara en översättning av - det stämmer inte även om de är lika. 
Sven-Bertil Taube sjöng visan 1980 på sitt album Många hundra gröna mil – på Berns Salonger och 2014 på albumet Hommage.
Krister Henriksson sjöng 2009 Ett sista glas på hyllningskivan till Lars Forssell Snurra min jord.
Miriam Bryant fick stor uppmärksamhet då hon 2015 framförde visan i TV4s Så mycket bättre. Ett sista glas utgavs sedan på Bryants album Hisingen och hem igen 2016. Samma år vann hennes version en rockbjörn i kategorin Årets svenska låt, och blev utsedd till Årets svensktoppsmelodi.
Den engelska originalversionen har spelats in av ett stort antal artister, bland andra The Pogues 1985 och Sinéad O'Connor 2002.